# Железные мантры
Железные мантры — семнадцатый музыкальный альбом, записанный и выпущенный рок-группой «Пикник» 5 октября 2008 года.
Альбом стал дебютом для клавишника Станислава Шклярского, до этого принимавшего участие в записи альбомов в качестве сессионного музыканта.
На песни «Вот же это слово», «Приоткроется дверь», «Недобитый романтик», «Цветок ненастья», «Здесь живут дома колодцы», «Существо», «Колдыри да колдобины» и «Гиперболоид» сняты видеоклипы.

## Список композиций
| №   | Название                             | Длительность |
| --- | ------------------------------------ | ------------ |
| 1.  | «Недобитый романтик»                 | 4:13         |
| 2.  | «Гиперболоид»                        | 3:59         |
| 3.  | «Колдыри да колдобины»               | 3:56         |
| 4.  | «Железные мантры»                    | 4:39         |
| 5.  | «Вот же это слово»                   | 3:53         |
| 6.  | «Лунатики»                           | 5:15         |
| 7.  | «Дом мой на двух ногах»              | 4:39         |
| 8.  | «Существо»                           | 5:17         |
| 9.  | «Здесь живут дома-колодцы»           | 4:02         |
| 10. | «Цветок ненастья»                    | 4:56         |
| 11. | «Приоткроется дверь… (Инструментал)» | 2:24         |

## Участники записи
- Эдмунд Шклярский — вокал, гитара
- Марат Корчемный — бас-гитара, бэк-вокал
- Станислав Шклярский — клавишные
- Леонид Кирнос — ударные